# Château de Bellet
 (mars 2024).
Si vous disposez d'ouvrages ou d'articles de référence ou si vous connaissez des sites web de qualité traitant du thème abordé ici, merci de compléter l'article en donnant les références utiles à sa vérifiabilité et en les liant à la section « Notes et références ».
 (mars 2024).
Il peut être nécessaire de l'améliorer pour respecter le principe de neutralité de point de vue. Veuillez consulter la page de discussion pour plus de détails.

Le Château de Bellet est un domaine viticole et un lieu de réception de l'appellation de Bellet sur les collines de Nice dans le département des Alpes-Maritimes. Domaine historique de cette zone viticole de seulement 60 hectares, il va dès le XVIIe siècle apporter les premières lettres de noblesse aux vins de Bellet et va jouer un rôle majeur dans la création de l'appellation.

## Historique
Le domaine de Bellet en tant que tel est fondé au XVIIe siècle par Antoine Dettat, natif de Varèse et issu de la noblesse Lombarde. Plusieurs événements permettent d'assurer la promotion des vins de Bellet. En 1642, le cardinal Maurice de Savoie en offre 12 bouteilles accompagnées de 16 meules de fromage aux Espagnols en garnison au château de Nice avant qu'ils ne lèvent le camp. Les héritiers changent de nom de famille devenant Dettati-Doria puis Roissard après les noces successives. En 1777, Jean-Pierre Roissard, descendant des Dettat-Doria, voit son domaine érigé en baronnie par le roi des États sardes, Victor-Amédée III,.
Héritier également de la chapelle de Saint Rose de Lima de Nice, il est contraint à la vente de celle-ci à la suite de l'interdiction de sépulture dans les églises en 1786 et fit construire la crypte familiale sur la propriété du Château de Bellet.
De plus en plus prisé des œnophiles, le vin de Bellet est aussi recommandé pour ses vertus médicales. Le Baron Louis Durante, membre de l'Académie royale des sciences de Turin, écrit en 1847 : « La médecine emploie souvent le Bellet lorsqu'il est très vieux, comme un tonique pour guérir les faiblesses d'estomac et les maladies bilieuses ».

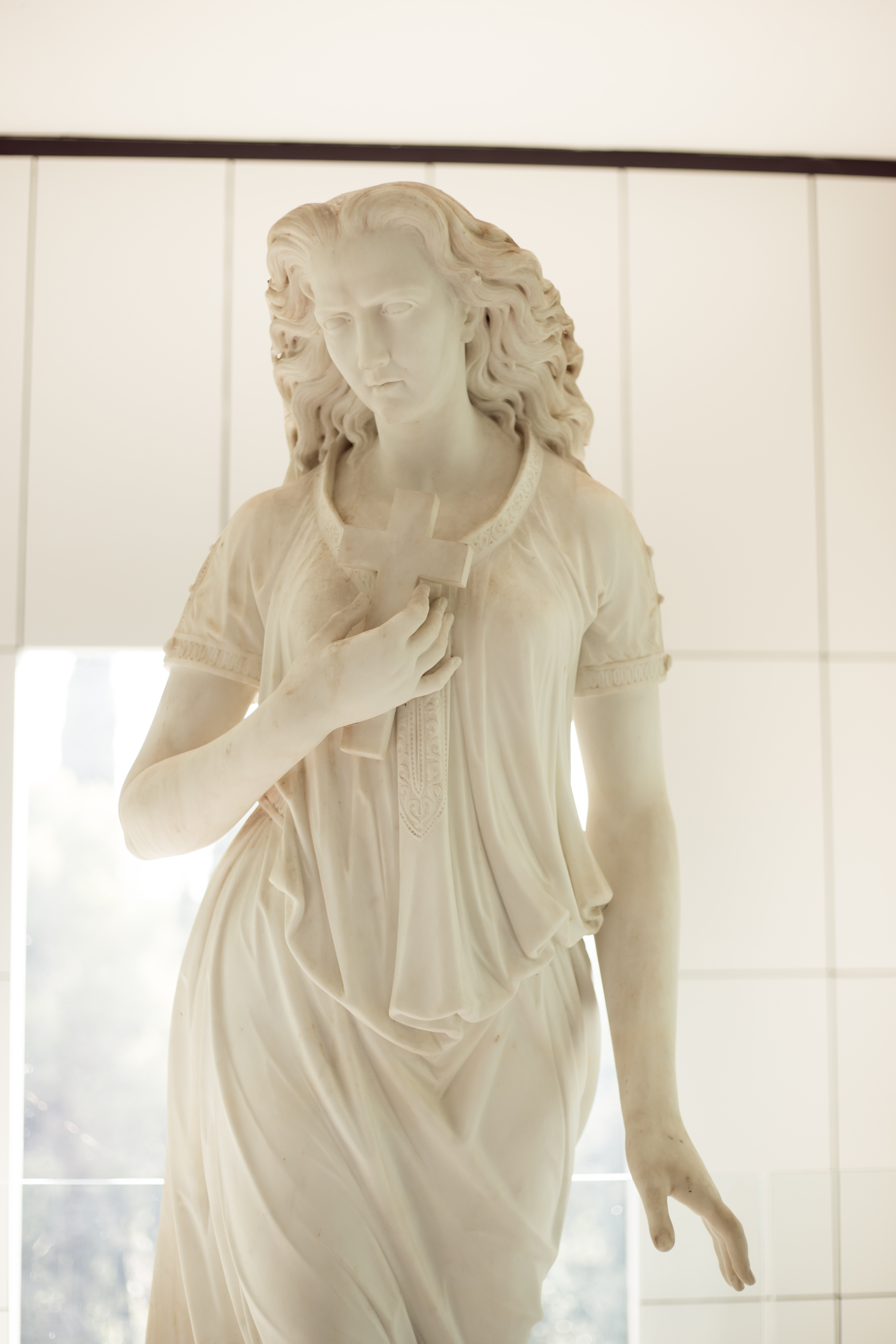
Statue d'Agnès Roissard de 1873.

En 1873, à la suite du décès tragique de son épouse Agnès Roissard morte en couche à l'âge de 23 ans, le cinquième Baron Eugène Roissard construisit la Chapelle des Roissard de Bellet sur la crypte familiale en mémoire de son épouse,,.
En 1956, les descendants replantent en grande partie le vignoble qui se modernise par la suite.
La notoriété grandissante de la production conduira la cuvée 1978 à être servie à la table des chefs d'État du sommet de Versailles. En 2000, la gamme Baron G est proposée au sommet européen de Nice, ainsi qu'en 2005 au sommet de l'OTAN. Pour son mariage en 2011, le prince Albert II de Monaco porte son choix sur le La Chapelle rouge,.
Au-delà des seuls intérêts des vins du Château, la famille aura joué un rôle clef dans la création, la défense et la promotion de l'appellation d'origine contrôlée Bellet dont ils sont à l'origine en 1941,.
En 2012, la famille demande la labélisation Biologique pour toute l'appellation de Bellet puis décide de vendre le vignoble et la Chapelle et de conserver le Château à usage privatif,.

## Vignoble et terroir

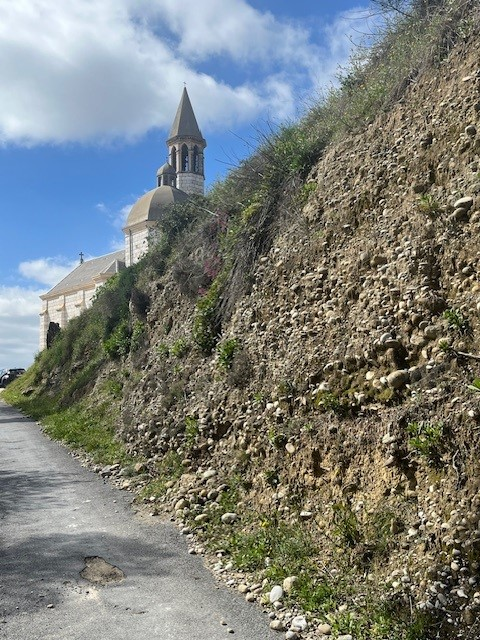
Vue sur le sol, le "Poudingue", incrusté de galets aux abords de la Chapelle des Roissard de Bellet.

Le Château de Bellet couvre environ 13 ha, dont 11 en production, sur les coteaux des derniers contreforts des Alpes, à une altitude de 300 mètres en moyenne. Intégralement situé sur le territoire de la commune de Nice, dans le département des Alpes-Maritimes, le climat présent jouit d'un bel ensoleillement (2 700 heures par an), de pluies (838 mm par an) et d'un micro-climat particulier dû à son implantation en altitude et aux vents (mistral et tramontane) soufflant presque sans interruption dans la vallée du Var. Ces vents  protègent les vignes de l'humidité et évitent ainsi la propagation des maladies cryptogamiques comme le mildiou.
Le sol, appelé "Poudingue", est un mélange de sable, d'argile et de galets naturellement incrustés en très grands nombres dans les couches du sol, témoignant du passé marin de cette zone. Il facilite le drainage de l'eau et des nutriments dans les couches inférieures.
Afin de pouvoir mentionner l'appellation de Bellet sur ses étiquettes, le Domaine du Château de Bellet doit - comme tous les autres domaines de l'appellation respecter un cahier des charges strict émanant d'un décret :  le décret du 11 novembre 1941 modifié relatif à l'appellation d'origine contrôlée « Bellet » ou « Vin de Bellet » ;

## Vins

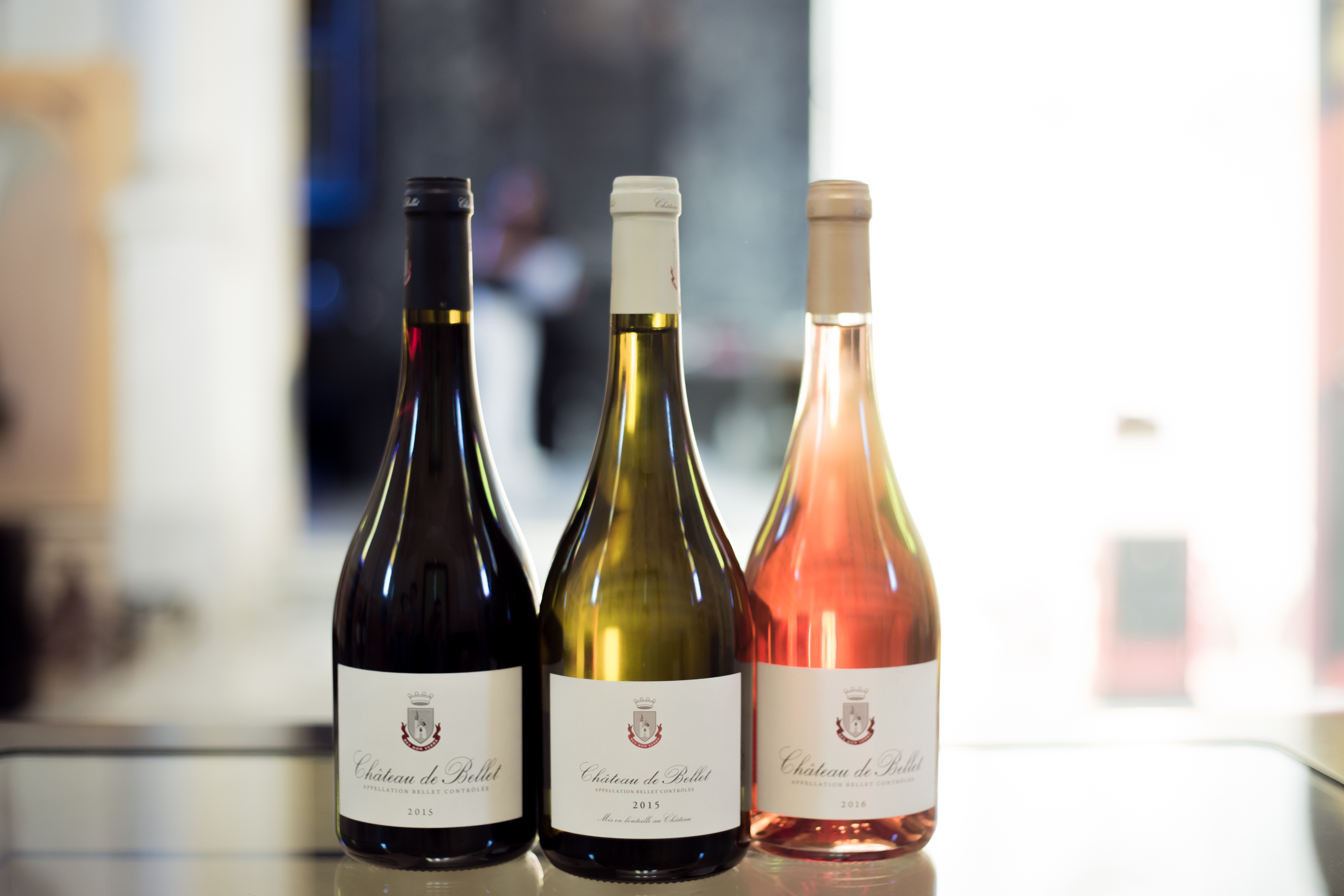
Rouge, blanc et rosé produits au domaine.

Les vins du domaine sont secs et aromatiques.
Les vins blancs du domaine sont principalement élaborés à partir du cépage rolle en mono-cépage et parfois en assemblage avec une faible proportion de chardonnay. Le rolle, également connu sous le nom de vermentino en Italie, est traditionnellement cultivé dans les régions méditerranéennes.
Les deux cépages primaires en rouge de l'appellation sont le braquet et la folle noire (en), deux cépages autochtones (seulement cultivés sur l'appellation de Bellet) que l'on peut trouver en mono-cépage dans les vins rosés pour le braquet et dans certaines gammes de vin rouge pour la folle noire. Le grenache peut compléter les assemblages des vins rouges.
| Couleur | Château de Bellet | La Chapelle | Agnès |
| ------- | ----------------- | ----------- | ----- |
| Blanc   | X                 | X           | X     |
| Rosé    | X                 | X           | -     |
| Rouge   | X                 | X           | X     |